# Rolando Irusta
Rolando Irusta (ur. 27 marca 1938 w Buenos Aires, zm. 31 stycznia 2012) – argentyński piłkarz grający na pozycji bramkarza.
W trakcie kariery piłkarskiej był piłkarzem następujących klubów: CA Lanús (1962–1966), CA Huracán (1967) i CA Excursionistas (1969–1971). W reprezentacji Argentyny wystąpił 1 raz. Był także w kadrze na Mistrzostwa Świata w Piłce Nożnej 1966.